# Sandra Quiñonez
Sandra Raquel Quiñónez Astigarraga (Asunción, 4 de noviembre de 1968) es una fiscal paraguaya. Desempeñó el cargo de fiscal general del Estado desde el 8 de marzo de 2018 hasta el 8 de marzo de 2023. Anterior a su designación, se desempeñó como asistente fiscal y como agente fiscal penal, sirviendo a la función pública por veinticuatro años. Es la primera mujer en la historia del país en desempeñarse en el cargo.

## Primeros años y educación
Nacida en Asunción, estudió en el Colegio Inmaculado Corazón de María. Realizó sus estudios en la Facultad de Derecho y Ciencias Sociales de la Universidad Nacional de Asunción.

## Carrera
Se desempeñó como asistente fiscal desde 1994 hasta el 2000 y como agente fiscal penal desde el 2000 hasta el 2018, sirviendo a la función pública por veinticuatro años. En su desempeño como fiscal ganó notoriedad con sus logros, entre los que se pueden mencionar que el 100% de los juicios orales que ha llevado a cabo han desembocado en condena.
Como parte de la fiscalía antisecuestros, la fiscala ganó notoriedad gracias a su intervención en sonados casos. El primero de ellos fue el de María Edith Bordón de Debernardi, como el caso del asesinato del periodista Pablo Medina y su asistente Antonia Almada, el secuestro y asesinato de Cecilia Cubas, hija del expresidente del Paraguay, Raúl Cubas Grau y los secuestros de Luis Lindstrom y Fidel Zavala entre otros. También tuvo a su cargo la investigación del caso del argentino Íbar Pérez Corradi que terminó en su apresamiento.